# Oumar Solet
Oumar Solet, né le 7 février 2000 à Melun, est un footballeur franco-ivoirien et centrafricain qui évolue au poste de défenseur central à l'Udinese Calcio. 

## Biographie

### Formation et débuts
Oumar Solet est né à Melun, en Seine-et-Marne. Il est d'origine ivoirienne et centrafricaine. Il commence le football en région parisienne, où il est repéré à 15 ans par Jean Costa, recruteur du Stade lavallois, lors d'une détection organisée à Yerres. Après un tournoi avec Laval, il intègre le centre de formation du club mayennais. Doublement surclassé, il fait ses débuts en U19 dès sa première saison, devient international, et joue avec l'équipe réserve en CFA2 à 16 ans. En 2017 il signe son premier contrat professionnel, de trois ans.

### Carrière professionnelle
La descente du Stade lavallois en National représente une opportunité pour le Francilien, qui débute en équipe première le 4 août 2017, lors d'un match de National contre l'US Concarneau. Titulaire, il joue les 90 minutes de cette victoire 1-0 à l'extérieur. Formé comme milieu défensif mais polyvalent, il est le plus souvent aligné en défense centrale par Jean-Marc Nobilo, afin d'améliorer ses capacités de concentration, de lecture et d'anticipation. Il s'impose comme un titulaire régulier, dans le rugueux championnat de National lors de la première partie de la saison.
Le 22 janvier 2018, Solet rejoint l'Olympique lyonnais, sous la forme d'un prêt payant avec option d'achat pour un montant pouvant atteindre 3,1 millions d'euros en incluant les bonus, plus 20 % d'intéressement sur les potentiels bénéfices d'un prochain transfert,. Il fait ses débuts en Ligue 1 à 18 ans, titularisé en défense centrale par Bruno Génésio lors d'un match à Toulouse. En janvier 2020 il est victime d'une rupture du ligament croisé antérieur du genou gauche, contractée à l'entraînement. Opéré le 14 janvier, il est indisponible six mois.
Le 17 juillet 2020, il est transféré au RB Salzbourg en Autriche, signant un contrat le liant aux champions autrichiens jusqu'en juin 2025,. Il découvre la Ligue des champions et réalise le doublé coupe-championnat en 2021 et 2022. Lors de la saison 2021-2022, il est le joueur de D1 autrichienne réussissant le plus de passes par 90 minutes.
Le 14 septembre 2024, son contrat avec le RB Salzbourg a été résilié d'un commun accord.

### Carrière en sélection
Oumar Solet fait partie de la génération 2000, dirigée par Lionel Rouxel. En septembre 2016, il est appelé pour la première fois en sélection, pour un match amical.
En octobre 2017, Solet fait partie de l'équipe de France des moins de 17 ans qui participe à la Coupe du monde junior en Inde, où la France est éliminée 2-1 en huitième de finale contre l'Espagne après avoir gagné tous ses matchs de poule,,. Il y joue alors avec plusieurs de ses futurs coéquipiers dans le centre de formation lyonnais : Amine Gouiri, Pierre Kalulu, Maxence Caqueret ou encore Melvin Bard,.
En 2019, il dispute l'Euro des moins de 19 ans, comme titulaire en charnière centrale aux côtés de Benoît Badiashile. L'équipe de France est battue en demi-finale par l'Espagne aux tirs au but, après n'avoir encaissé aucun but lors de la compétition. Oumar Solet figure dans l'équipe type du tournoi.

## Palmarès
RB Salzbourg
- Championnat d'Autriche (2) :
  - Champion en 2021 et 2022.
- Coupe d'Autriche (2) :
  - Vainqueur en 2021 et 2022.

## Vie personnelle
Son frère Isaac Solet, né en 2001, est également footballeur. International U17, il est passé par les centres de formation du Stade lavallois et du Stade de Reims et évolue depuis 2024 au Slavia Sofia.